# ليندسي جونسون
ليندسي جونسون (بالإنجليزية: Lindsay Johnson)‏ هي لاعبة دوري الرغبي أسترالية، ولدت في 1914 في نيوكاسل في أستراليا، وتوفيت في 26 يناير 1952 في سيدني في أستراليا.